# استلا خیمنس
استلا خیمنس (به اسپانیایی: Estela Giménez) ژیمناست زادهٔ ۲۹ مارس ۱۹۷۹ میلادی اهل کشور اسپانیا است.